# Триполи
Вижте пояснителната страница за други значения на Триполи.
Триполи е столицата и област на Либия. Населението му е 1 158 000 души през 2018 г. Има стара и нова част.

## История
Основан е през 7 век пр.н.е. от финикийците. Първоначално градът е наричан с името Оеа. По-късно сицилианските гърци обединяват града с няколко от съседните селища под името Триполис.
След Втората пуническа война градът е предаден от Рим на Нумидия, а по-късно е включен в римската провинция Африка.
Много по-късно, през 1551 г. градът е включен в Османската империя. През 1963 г. Триполи става столица на Либия.

## Забележителности
Едни от най-атрактивните забележителности на града са римска триумфална арка от времето на император Марк Аврелий, джамията Караманлъ, както и испанска крепост от XVI век. Триполи разполага и с множество музеи: за естествена история, етнографски музей, археологически музей и др.

## Личности, родени в Триполи
- Клаудио Джентиле (р. 1953), италиански футболист

## Побратимени градове и партньори
- Бейрут, Ливан
- Бело Оризонте, Бразилия (След 2003)
- Измир, Турция
- Мадрид, Испания
- Сараево, Босна и Херцеговина (след 1976)